# جامعة المناقل للعلوم والتكنولوجيا
جامعة المناقل للعلوم والتكنولوجيا هي جامعة سودانية حكومية تقع في مدينة المناقل بولاية الجزيرة، تأسست عام 2016.

## النشأة
جامعة المناقل للعلوم والتكنولوجيا (MUST) هي جامعة عامة تقع في مدينة المناقل، جنوب غرب ولاية الجزيرة، وسط السودان. تم تأسيس MUST في عام 2016 كجامعة موجهة نحو المجتمع لخدمة منطقة تتميز بمجموعة متنوعة من الظروف الطبيعية والبيئية والكثافة السكانية والمجتمعات التي تحتاج إلى التأهيل المهني في جميع أنواع الزراعة والحيوان والصناعات النباتية لخلق قوة دافعة التنمية الزراعية والصناعية، وهي حقيقة تحدد اختيار موقعها.
بدأ التسجيل لأول دفعة من الطلاب في نوفمبر 2016 في خمس كليات وسبعة برامج: العلوم الطبية والصحية، علوم المختبرات الطبية، علوم التمريض، الهندسة والعلوم الإدارية. بعد عامين من إنشائها (في عام 2018)، تم إضافة كليات طب الأسنان والصيدلة
السودان. ويعمل طلاب الجامعة علي النهوض بجامعتهم وجعلها أفضل جامعات ولاية الجزيرة من خلال مشاركتهم في العديد من الأنشطة الاكاديميه مع الجامعات الولائيه الاخري

## الأهداف
• توفير بيئة تعليمية فعالة تسترشد بالقيم والمبادئ الثقافية والاجتماعية والأخلاقية السلمية.
• المراجعة الدورية وتحديث المناهج.
• توسيع العلوم. برامج التكنولوجيا والابتكار.
• إجراء البحوث العلمية المتعلقة بالتنمية بالتنسيق مع الجهات المختصة.
• تعزيز الشراكات وربط البحث العلمي بخدمة المجتمع.
• تحقيق الجودة والتميز في الأنشطة اللاصفية.

## مساهمة الجامعة في المجتمع
المساهمة بفعالية في تحقيق التنمية الاقتصادية والاجتماعية الشاملة للمجتمع السوداني بشكل عام والمجتمع الريفي بشكل خاص من خلال ما يلي:
- توفير مجموعة متنوعة من البرامج عالية الجودة لجميع التخصصات.
- تقديم خدمات التعليم والتدريب بأعلى مستويات الجودة وفقًا للمعايير الدولية
- توفير الخدمات ورعاية البيئات البحثية لرفع كفاءة الطلاب وتمكينهم من تحمل مسؤولية العمل والتفاعل مع المجتمع على الصعيدين الوطني والدولي.
- باعتبارها جامعة موجهة نحو المجتمع، تهدف الجامعة إلى إجراء البحوث الأساسية والتطبيقية لتلبية احتياجات المجتمع ومتطلبات التنمية
- تقديم الخدمات والاستشارات والتدريب في جميع أشكاله لخدمة المجتمع

تمنح الكلية درجة بكالريوس العلوم (شرف) في أربع سنوات في التخصصات التالية:-
(المحاسبة والتمويل - إدارة الأعمال).

## وصلات خارجية
- فلم وثائقي عن جامعة المناقل للعلوم والتكنولوجيا